# Туров, Руди
Ру́ди Ту́ров (нем. Rudi Thurow; 16 августа 1937, Лейпциг, Саксония — 9 января 2022, Берлин) — бывший пограничник ГДР, бежавший в Западный Берлин.

## Биография
В 1955 году Руди Туров добровольцем записался служить в пограничных войсках ГДР. В 1960 году вступил в СЕПГ. Узнав о планах знакомых бежать из Республики, не только не сообщил об этом в соответствующие органы, но и принял решение также бежать из ГДР. Вместе со знакомыми планировал прорыв через границу на грузовике 21 февраля 1962 года на участке границы с Западным Берлином, где должен был нести службу Туров. Он заранее вывел из строя автоматы у часовых. Диверсия была обнаружена, на границе объявили тревогу, и план пришлось менять. Туров повёл одетых в военную форму беглецов пешком к границе. Встречавшихся ему постовых отправлял на другие участки, объясняя это тревогой. Во время перехода границы группу всё-таки заметили, завязалась перестрелка, окончившаяся без жертв. Беглецы бежали в Штайнштюккен, эксклав на территории ГДР, принадлежавший Западному Берлину. Оттуда беглецов из ГДР на американских вертолётах переправили в Западный Берлин.
В 1963 году 1-й главный отдел Министерства государственной безопасности ГДР с Карлом Кляйнюнгом во главе планировал убийство Турова. Несколько попыток провалилось, и в 1972 году от операции было решено отказаться. До 1966 года Руди Туров занимался переправкой граждан ГДР в Западный Берлин.